# 토다 메구미
토다 메구미(일본어: 戸田 めぐみ, 1990년 12월 8일~)는 일본의 여성 성우이다. 도쿄도 출신이며, 켄유 오피스 소속이다.